# Jonathan Pila
Jonathan Solomon Pila (1962) é um matemático australiano.
É professor da Universidade de Oxford. Foi laureado com o Clay Research Award de 2011, por sua resolução da conjectura de André–Oort no caso de produtos de curvas modulares.
Pila obteve o bacharelado na Universidade de Melbourne em 1984, e o doutorado na Universidade Stanford em 1988, orientado por Peter Sarnak, com a tese "Frobenius Maps of Abelian Varieties and Finding Roots of Unity in Finite Fields".